# Soviče
Soviče so naselje v Občini Videm.